# Arbalète (Zug)
Der Arbalète, manchmal auch mit dem französischen Artikel L’Arbalète genannt, war ein von den SBB und der SNCF gemeinsam betriebener Fernzug, der von 1957 bis 1997 den Pariser  Gare de l’Est mit Zürich Hauptbahnhof verband.  Der Zug gehörte zum TEE-Netz und wurde nach dessen Einstellung als InterCity und später als EuroCity weiterbetrieben. Der Name Arbalète ist die französische Bezeichnung für Armbrust und sollte an die Waffe von Wilhelm Tell erinnern.

## Geschichte
Mit der Einführung des Trans-Europ-Express-Netzes verkehrte am 2. Juni 1957 der erste Arbalète. Wie alle TEE-Züge führte der Arbalète nur die 1. Klasse und war hauptsächlich auf Geschäftsreisende ausgerichtet. In den ersten Jahren verkehrte der Zug mit einem vierteiligen Dieseltriebzug der SNCF-Baureihe X 2770. Diese Fahrzeuge waren aus der Baureihe X 2720 abgeleitete RGP 1 Triebzüge mit nur einer Wagenklasse und Anstrich in den TEE-Farben rot/creme. Vom August 1964 bis September 1969 wurden die Dieseltriebzüge RAm TEE eingesetzt, danach folgten lokbespannte Züge mit INOX-TEE-Wagen des Typs Mistral 69. Diese Züge wurden in Frankreich mit Diesellokomotiven der Baureihe CC 72000, in der Schweiz mit SBB Re 4/4 II in TEE-Farbgebung bespannt.
Ab 23. Mai 1971 wurden dem Arbalète zwischen Zürich und Basel auch die Wagen des TEE Helvetia mit gegeben, in der Gegenrichtung verkehrten die Züge getrennt.
Am 26. Mai 1979 verkehrte der letzte Arbalète als TEE-Zug. Danach wurde eine Komposition aus Corail-Wagen mit beiden Wagenklassen eingesetzt. Der Zug verkehrte bis 1987 als InterCity, danach bis zu dessen Einstellung 1997 als EuroCity. Die Verbindung wurde abgelöst durch ein TGV-Zugpaar, das über Bern und Pontarlier verkehrte und ab Dijon die Schnellfahrstrecke benutzte. Es wurde 2007 abgelöst durch die heutige TGV-Verbindung über Basel–Strasbourg.

## Zuglauf
Der Zug verkehrte von Paris Gare de l’Est über Chaumont, Belfort und Mulhouse nach Basel. Dabei befuhr er von Paris bis Mulhouse die Bahnstrecke Paris–Mulhouse und von dort die Strecke Straßburg–Basel.
Winterfahrplan 1963/64

Winterfahrplan 1971/72
| TEE 65 | Land       | Bahnhof   | km  | TEE 64 |
| ------ | ---------- | --------- | --- | ------ |
| 17:30  | Frankreich | Paris Est | 0   | 12:45  |
| 21:55  | Schweiz    | Basel SBB | 526 | 08:15  |
| 23:05  | Schweiz    | Zürich HB | 615 | 07:00  |